# Chris Connor
Chris Connor, nata Mary Loutsenhizer (Kansas City, 8 novembre 1927 – Toms River, 29 agosto 2009), è stata una cantante statunitense.

## Discografia

### Album
- 1954 – Sings Lullabys of Birdland (Bethlehem Records, BCP 1001)
- 1954 – Sings Lullabys for Lovers (Bethlehem Records, BCP 1002)
- 1955 – This Is Chris (Bethlehem Records, BCP 20)
- 1956 – Chris Connor (Atlantic Records, 1228)
- 1956 – Chris (Bethlehem Records, BCP 56)
- 1956 – He Loves Me, He Loves Me Not (Atlantic Records, 1240)
- 1957 – Chris Connor Sings the George Gershwin Almanac of Song (Atlantic Records, AT2-601) 2 LP
- 1957 – I Miss You So (Atlantic Records, 8014)
- 1958 – A Jazz Date with Chris Connor (Atlantic Records, 1286)
- 1958 – Chris Craft (Atlantic Records, 1290)
- 1959 – Sings Ballads of the Sad Cafe (Atlantic Records, 1307/SD 1307)
- 1959 – Witchcraft (Atlantic Records, 8032/SD 8032)
- 1960 – Chris in Person (Atlantic Records, 8040/SD 8040)
- 1961 – A Portrait of Chris (Atlantic Records, 8046/SD 8046)
- 1961 – Double Exposure (Atlantic Records, 8049/SD 8049) a nome Chris Connor and Maynard Ferguson
- 1961 – Two's Company (Roulette Records, R/SR 52068) a nome Maynard Ferguson and Chris Connor
- 1962 – Free Spirits (Atlantic Records, 8061/SD 8061)
- 1963 – At the Village Gate: Early Show/Late Show (FM Records, FM/FMLP 300)
- 1964 – A Weekend in Paris (FM Records, FM/SFM 312) a nome Chris Connor with the Michel Colombier Orchestra
- 1964 – Chris Connor Sings George Gershwin (Clarion Records, SD 611) Raccolta
- 1965 – Sings Gentle Bossa Nova (ABC-Paramount Records, ABC/ABCS 529)
- 1967 – Chris Connor Now! (ABC-Paramount Records, ABC/ABCS 585)
- 1969 – Softly and Swingin' (Victor World Group, SMJ-7511) a nome Chris Connor & George Otsuka Trio, Shungo Sawada
- 1971 – Sketches (Stanyan Records, SR 10029)
- 1975 – Misty (Atlantic Records, P-6135A) pubblicato in Giappone
- 1977 – Chris Moves (CBS/Sony Records, 25AP-538) pubblicato in Giappone
- 1978 – Sweet and Swinging (Progressive Records, PRO 7028)
- 1979 – Alone Together (Lob Records, LDC-1015) pubblicato in Giappone
- 1983 – Chris Connor Live (Applause Records, APLP 1020)
- 1984 – Three Pearls (Eastworld Records, EWJ-90028) pubblicato in Giappone a nome Chris Connor, Ernestine Anderson & Carol Sloane
- 1984 – Out of This World (Affinity Records, AFF 122) pubblicato in UK
- 1984 – Love Being Here with You (Stash Records, ST 232)
- 1987 – Classic (Contemporary Records, C-14023)
- 1988 – New Again (Contemporary Records, C-14038)
- 1991 – As Time Goes By (Alfa Jazz Records, ALCR-111) pubblicato in Germania a nome Chris Connor with The Hank Jones Trio
- 1991 – Angel Eyes (Alfa Jazz Records, ALCR-124) pubblicato in Giappone
- 1993 – My Funny Valentine (Alfa Jazz Records, ALCR-253) pubblicato in Giappone
- 1993 – The London Connection (Audiophile Records, ACD-246)
- 1995 – Blue Moon (Alfa Jazz Records, ALCB-3902) pubblicato in Giappone
- 1995 – Lover Come Back to Me: Live at Sweet Basil (Evidence Records, 22110)
- 2001 – Haunted Heart (HighNote Records, HCD 7079)
- 2002 – I Walk with Music (HighNote Records, HCD 7095)
- 2003 – Everything I Love (HighNote Records, HCD 7108)